# Nepomuksäule (Toszek)

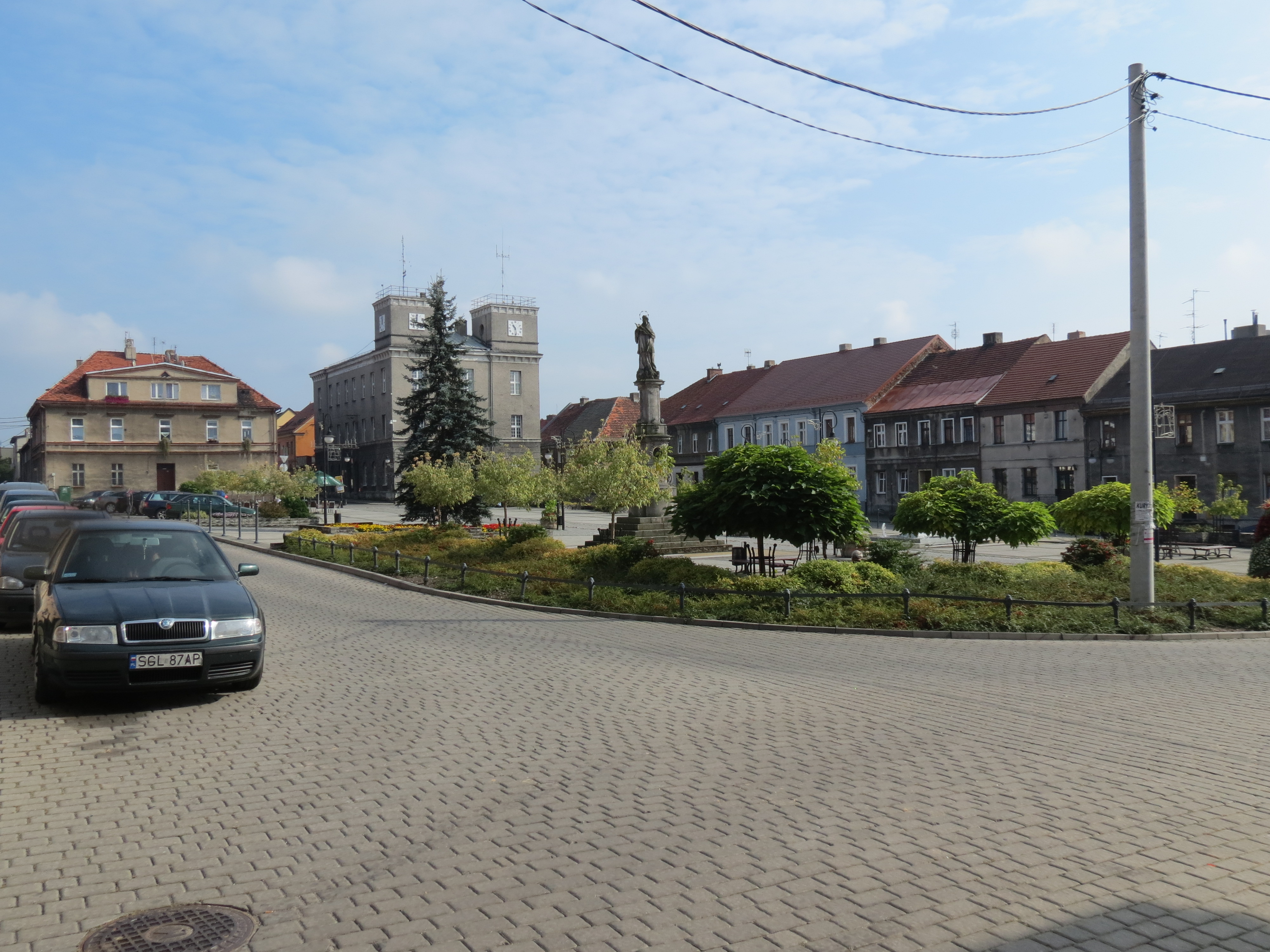
Der Ring mit der Nepomuksäule

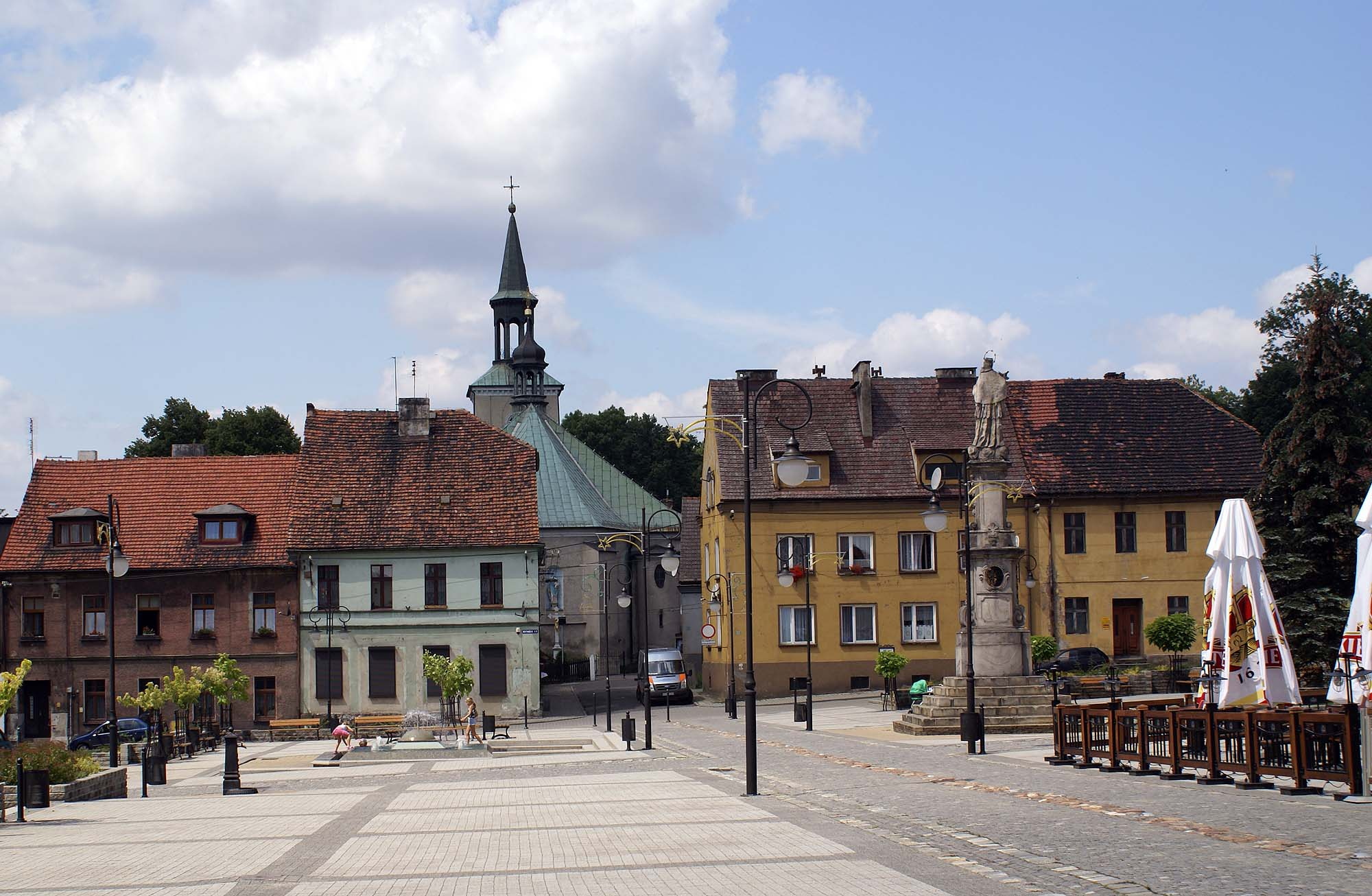
Rückseite der Nepomuksäule

Die Nepomuksäule von Toszek (Tost) ist eine freistehende barocke Bildsäule aus Sandstein, die von einem unbekannten Bildhauer geschaffen wurde. Das Denkmal zu Ehren des böhmischen Landesheiligen Johannes von Nepomuk entstand im 18. Jahrhundert. Es steht auf der Nordwestseite des Rings.
Das Säule wurde in das Denkmalregister der Woiwodschaft Schlesien aufgenommen.

## Geschichte und Beschreibung
Das Nepomukdenkmal in Tost ließ Reichsgraf Christoph Leopold von Colonna 1725 errichten. Für die Fertigung des Sandsteindenkmals beauftragte er einen Künstler in Prag und ließ das fertige Denkmal dann nach Tost schaffen. Die Figur soll dabei bereits 1706 fertiggestellt worden sein. 1729 wurde Johannes von Nepomuk von Papst Benedikt XIII. heiliggesprochen.
Das Denkmal ist insgesamt etwa zehn Meter hoch, die Nepomukfigur steht auf einer Säule, zu seinen Füßen finden sich Wolken mit drei Putten. Der Kopf der Nepomukfigur wendet sich dabei Richtung Nordwesten und ist mit einem Kranz von fünf Sternen aus Metall gekrönt. Johannes von Nepomuk ist der einzige Heilige neben Maria, der mit einem Sternenkranz dargestellt wird (bei Maria zwölf Sterne). Im rechten Arm hält die Figur ein Kruzifix, eines seiner Attribute. Das Postament enthält in der Mitte einen Hohlraum, der mit einem Gitter verschlossen wird. Darin leuchtete einst eine Ampel.
Am Denkmal befindet sich folgende lateinische Inschrift mit einem Chronogramm aus lateinischen Zahlen: „sanCto IoannI nepoMVCeno pro Conservato ConfessIonIs sIgILLo e ponte pragensI praeCIpItato Laus et gLorIa.“ Übersetzt: Dem heiligen Johannes von Nepomuk, der für Bewahrung des Beichtgeheimnisses von der Prager Brücke herabgestürzt worden ist, sei Lob und Ruhm. Zählt man die I (1), V (5), L (50), C (100) und M (1000) zusammen, so ergibt sich die Zahl 1725, das Jahr der Errichtung der Toster Säule.
Bei dem großen Stadtbrand 1833 ist auch die Säule verbrannt und dabei sind der linke Arm und eine Kleidfalte abgebrochen. Später wurde das Denkmal wiederhergestellt. Bis in die erste Hälfte des 20. Jahrhunderts war die Säule mit einem Metallzaun eingefriedet.
Zur Verehrung des heiligen Johannes von Nepomuk wurde am Johanni-Gedenktag (Gedenktag der Geburt Johannes des Täufers am 24. Juni) und in der Oktav (der achte Tag nach einem Hochfest) abends von Gläubigen das folgende Johannilied gesungen:
1. St. Johannes von Nepomuk, eine Zier der Prager Bruck, der du hast müssen dein Leben schließen im Moldaufluß.
2. Der König wollt es hab’n, du sollst ihm alles sag’n, sollst ihm alles sagen, aus der Beicht vortragen, was die Königin gebeicht’.
3. Du aber schwiegest still, deine Zunge nicht reden will, da du wardst geboren, hast du dich verschworen, stets stumm zu sein.
4. Du bist ein Rosenrot, lieblich allezeit bei Gott, wenn die Augen brechen, wenn ich kann nicht sprechen, dann steh’ uns bei.
5. Amen. Das werde wahr, dass die Zunge immerdar ohne End’ kann sagen, wo Johann begraben, zu Prag bei Sankt Veit.

Zwar sind Nepomukdenkmale in Schlesien sehr weit verbreitet, aber in dieser Form als Säule mit einer großen Gesamthöhe ist das Denkmal in Toszek eine Ausnahme. Das Bauwerk ist seit dem 31. Oktober 1991 denkmalgeschützt.
Die Nepomuksäule ist nicht das einzige Denkmal für den Heiligen in Toszek, eine weitere Figur befindet sich in der Katharinenkirche und eine in der Nepomukkapelle.